# Йоахим Шлик цу Пасаун и Вайскирхен
Йоахим Шлик цу Пасаун и Вайскирхен (на немски: Joachim Schlik zu Bassano und Weisskirchen; * 1527; † 5 януари 1572) от род Шлик, е граф на Пасаун (Басано дел Грапа, Италия) и Вайскирхен.

## Произход
Той е най-големият син (от девет деца) на граф Хиронимус Шлик цу Басано-Вайскирхен-Егер (1494 – 1550), бургграф на Егер/Хеб в Бохемия, и втората му съпруга Катарина фон Глайхен-Тона († сл. 1530), дъщеря на граф Зигмунд II фон Глайхен-Тона († 1525) и Елизабет фон Изенбург (* ок. 1460; † ок. 1543), дъщеря на граф Лудвиг II фон Изенбург (1422 – 1511) и графиня Мария фон Насау-Висбаден (1438 – 1480). Внук е на граф Каспар Шлик цу Пасаун и Вайскирхен († пр. 1516) и Елизабет фон Гутенщайн.

## Фамилия
Йоахим Шлик се жени за Лукреция Салм (Люксембург) и Нойбург (* ок. 1526; † 1585), дъщеря на граф Николаус II фон Салм (1503 – 1550) и графиня Емилия фон Еберщайн (1506 – 1540). Те имат пет деца:
- Фердинанд Шлик цу Пасаун и Вайскирхен († 1618), женен за Анна Сузана фон Мансфелд-Арнщайн (* 1565)
- Хиронимус Шлик цу Пасаун и Вайскирхен Стари († сл. 1585), женен на 25 април 1585 г. в Йотинген за графиня Анна Салома фон Йотинген-Йотинген (* 24 октомври 1545; † 12 декември 1599)
- Лудвиг (Юилиус) Шлик цу Пасаун и Вайскирхен († 1575), женен за графиня Анна Мария Унгнадин, имат син и дъщеря; Тя се омъжва 1560 г. втори път за Хайнрих Шлик цу Пасаун и Вайскирхен († 24 февруари 1585/1588), син на Каспар Шлик цу Пасаун и Вайскирхен († 1549/1575)
- Сидония Шлик цу Пасаун и Вайскирхен, омъжена за Йохан фон Босковиц
- Елизабет Шлик цу Пасаун и Вайскирхен (* 1522; † 23 ноември 1590), омъжена 1567 г. за граф Вилхелм I фон Шварцбург-Бланкенбург-Франкенхаузен (*4 октомври 1534; † 30 септември 1597)